# Fosterella penduliflora
Fosterella penduliflora är en gräsväxtart som först beskrevs av Charles Henry Wright, och fick sitt nu gällande namn av Lyman Bradford Smith. Fosterella penduliflora ingår i släktet Fosterella och familjen Bromeliaceae. Inga underarter finns listade i Catalogue of Life.

## Bildgalleri

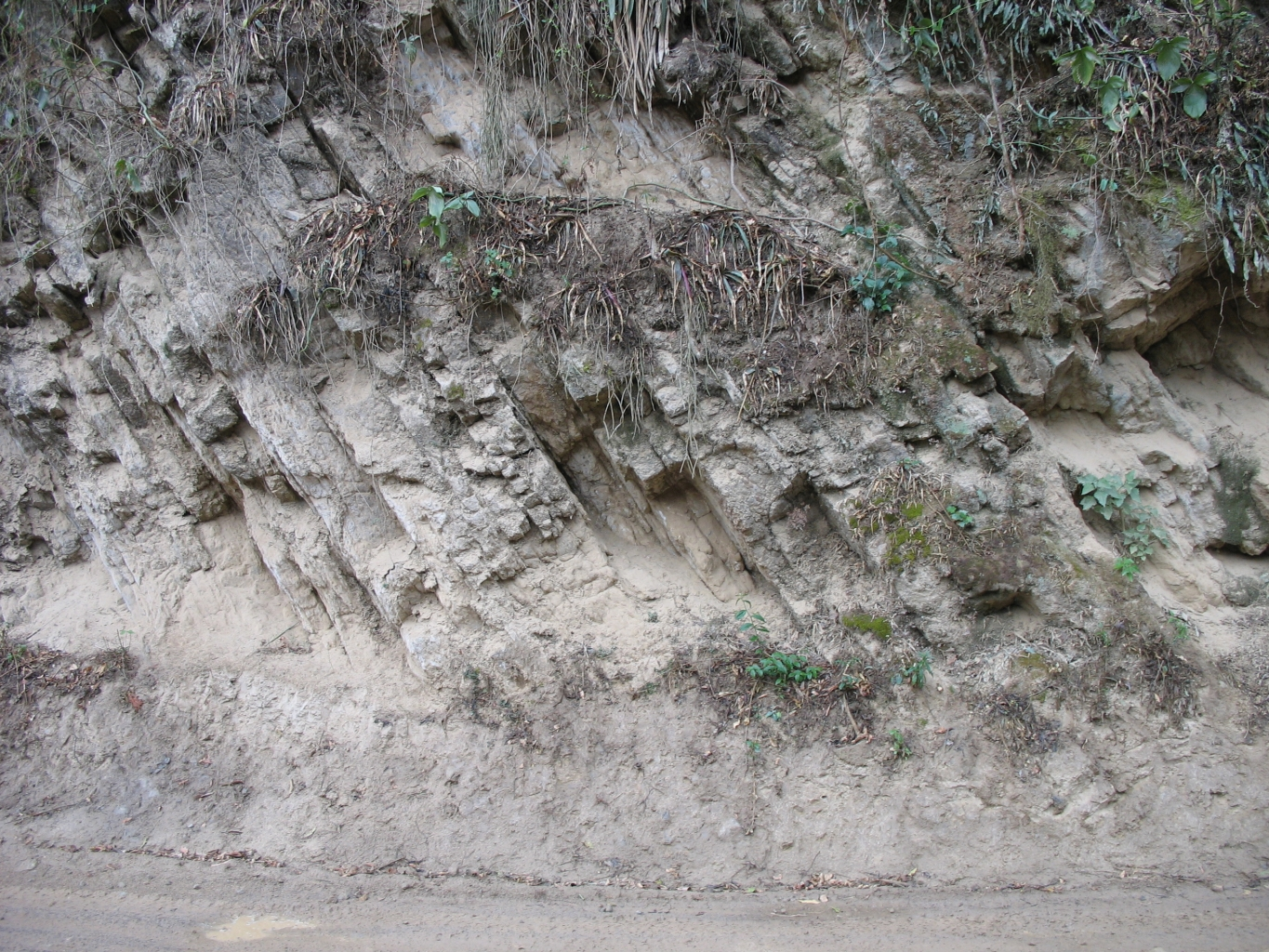
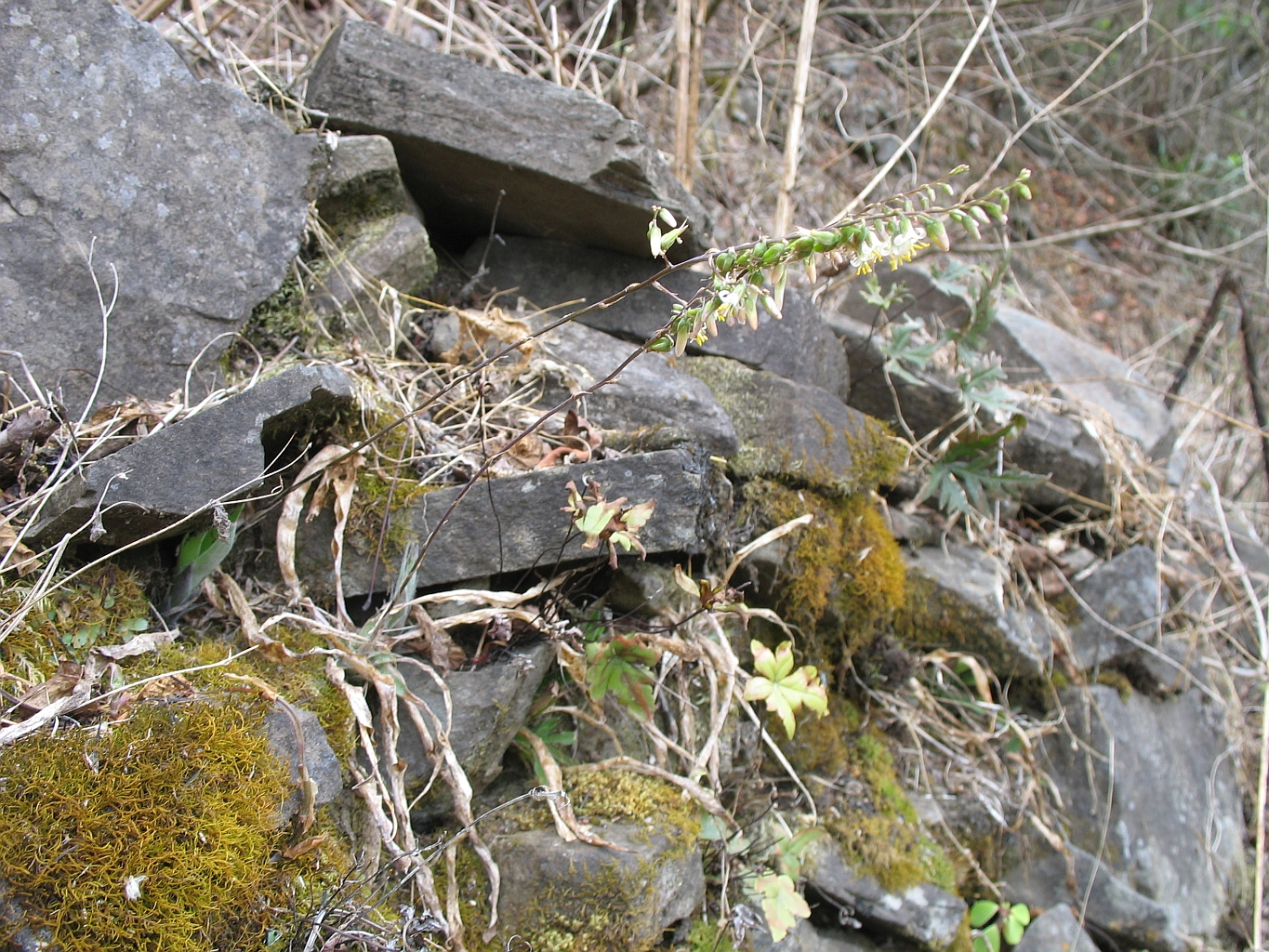
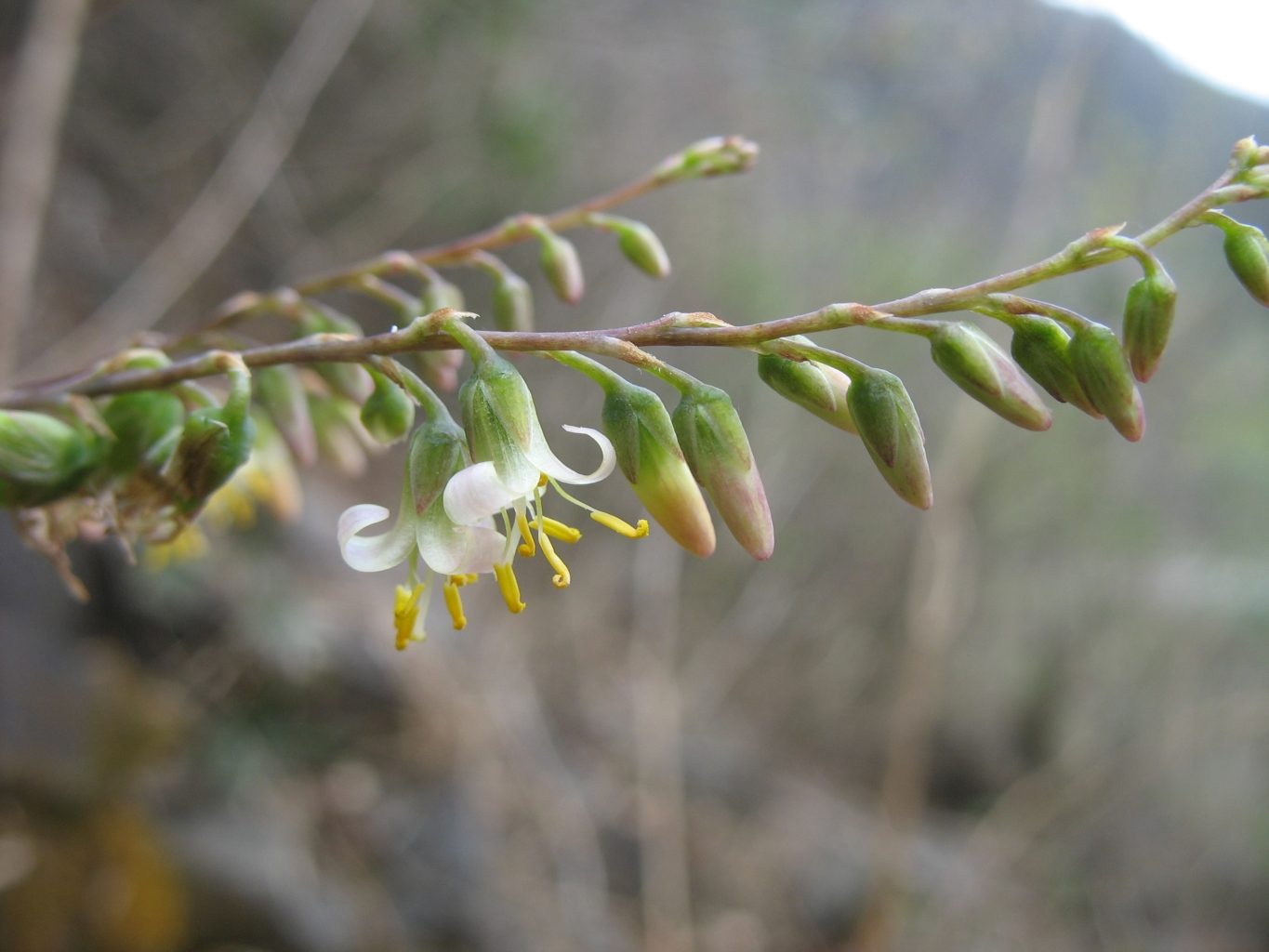
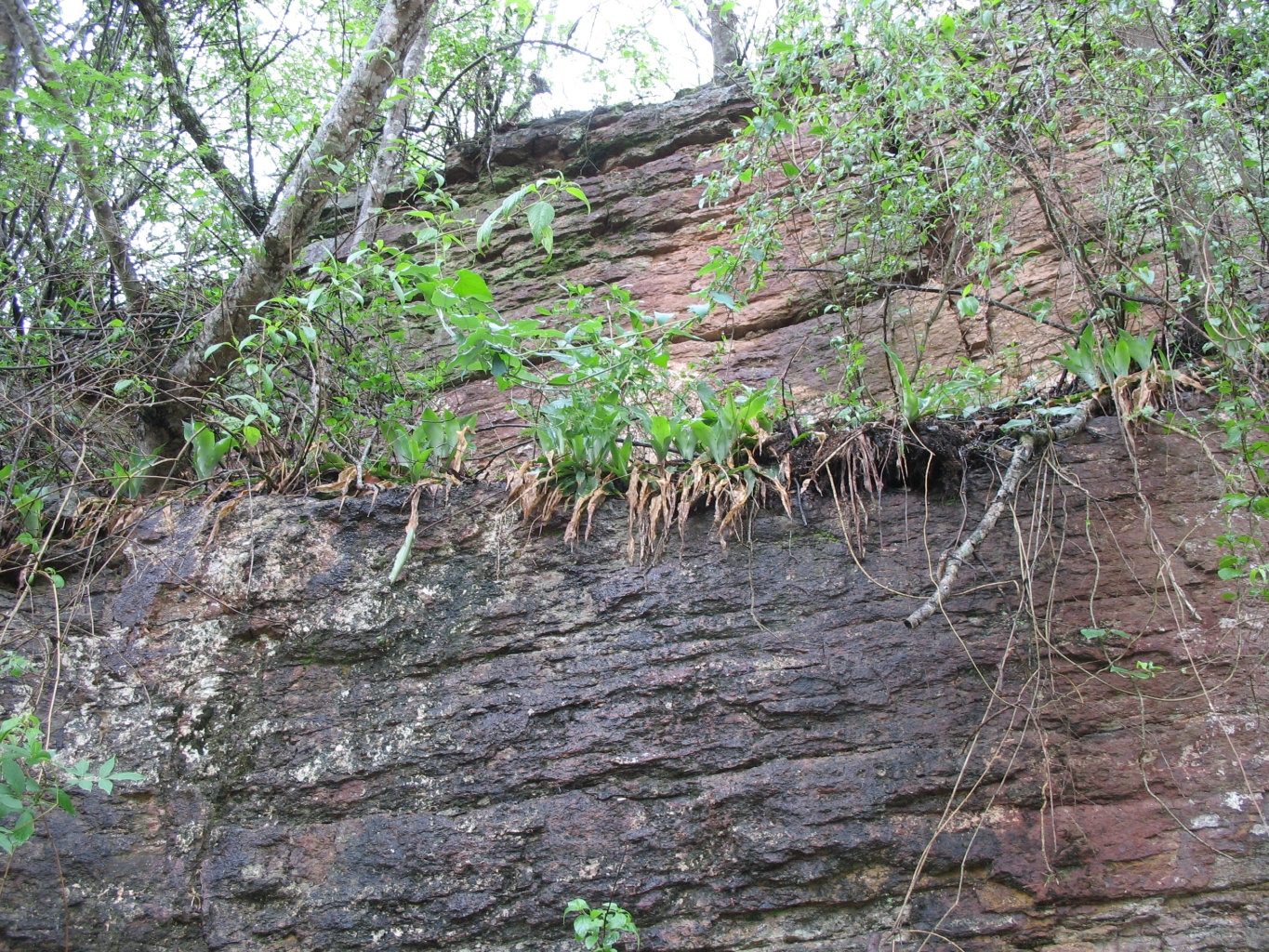